# Eleccions legislatives italianes de 1976
Les Eleccions legislatives italianes de 1976 se celebraren el 20 de juny. Donada la possibilitat que per primer cop guanyés les eleccions el PCI els militants democristians es mobilitzaren electoralment per a capgirar el resultat i donar una nova victòria als democristians.

## Cambra dels Diputats

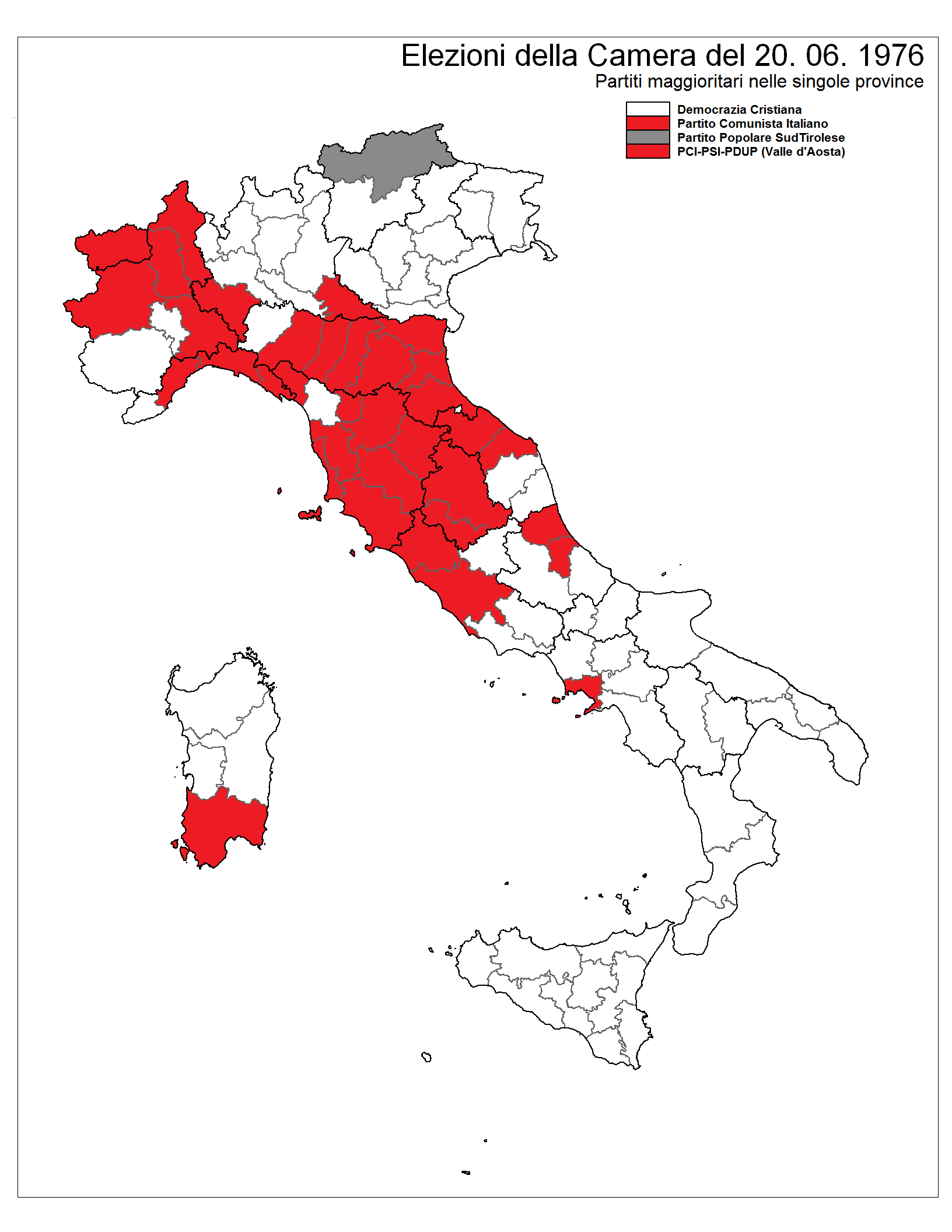
Distribució geogràfica dels vots de 1976 per la Cambra.

| ← Eleccions legislatives italianes, 1976 →       |            |        |        |
| Partits                                          | vots       | %      | escons |
| Democràcia Cristiana Italiana (DC)               | 14.218.298 | 38,71  | 263    |
| Partit Comunista Italià (PCI)                    | 12.622.728 | 34,37  | 227    |
| Partit Socialista Italià (PSI)                   | 3.542.998  | 9,65   | 57     |
| Moviment Social Italià - Dreta Nacional (MSI-DN) | 2.245.376  | 6,11   | 35     |
| Partit Socialista Democràtic Italià (PSDI)       | 1.237.270  | 3,37   | 15     |
| Partit Republicà Italià (PRI)                    | 1.134.936  | 3,09   | 14     |
| Democràcia Proletària (DP)                       | 556.022    | 1,51   | 6      |
| Partit Liberal Italià (PLI)                      | 478.335    | 1,30   | 5      |
| Partit Radical (PR)                              | 394.212    | 1,07   | 4      |
| Südtiroler Volkspartei (SVP)                     | 184.390    | 0,50   | 3      |
| PCI – PSI – PdUP                                 | 26.748     | 0,07   | 1      |
| altres                                           | 85.960     | 0,23   | 0      |
| Total                                            | 36.727.273 | 100,00 | 630    |

## Senat d'Itàlia
| Partits                                          | vots       | vots (%) | escons |
| ------------------------------------------------ | ---------- | -------- | ------ |
| Democràcia Cristiana Italiana (DC)               | 12.226.768 | 39,27    | 135    |
| Partit Comunista Italià (PCI)                    | 10.640.471 | 34,17    | 116    |
| Partit Socialista Italià (PSI)                   | 3.209.987  | 10,31    | 29     |
| Moviment Social Italià - Dreta Nacional (MSI-DN) | 1.780.950  | 5,72     | 15     |
| Partit Socialista Democràtic Italià (PSDI)       | 966.771    | 3,10     | 6      |
| Partit Republicà Italià (PRI)                    | 846.505    | 2,72     | 6      |
| Partit Liberal Italià (PLI)                      | 436.751    | 1,40     | 2      |
| PLI – PRI – PSDI                                 | 334.995    | 1,08     | 2      |
| Partit Radical (PR)                              | 265.397    | 0,85     | 0      |
| Südtiroler Volkspartei (SVP)                     | 158.659    | 0,51     | 2      |
| PCI – PSI                                        | 52.922     | 0,17     | 1      |
| DC – RV – UV – UVP – PRI                         | 22.917     | 0,07     | 1      |
| altres                                           | 195.403    | 0,63     | 0      |
| Total                                            | 31.138.496 | 100,00   | 315    |